# Mala Kostrevnica
Mala Kostrevnica este o localitate din comuna Šmartno pri Litiji, Slovenia, cu o populație de 211 locuitori.